# IS-LM-modellen
IS-LM-modellen er en todimensionel makroøkonomisk model, der bruges som et pædagogisk redskab i undervisningen i makroøkonomi, især på universitetsniveau. IS-LM-modellen viser sammenhængen mellem renter og output (produktion og dermed indirekte beskæftigelse) på kort sigt i en økonomi. Skæringspunktet mellem de to kurver, IS-kurven og LM-kurven, illustrerer en samlet markedsligevægt i økonomien. IS-LM-modellen illustrerer betydningen af forskellige former for efterspørgselsstød (herunder virkningen af finanspolitik og pengepolitik) på output og giver dermed en forklaring af ændringer i nationalindkomsten på kort sigt, hvor priserne antages at være konstante eller i hvert fald ændrer sig med en vis træghed. Dermed kan modellen bruges til at foreslå passende tiltag til at stabilisere konjunkturerne. Den bruges også som en byggeklods, der illustrerer økonomiens efterspørgselsside, i mere omfattende modeller som IS-LM-PC-modellen eller AD-AS-modellen.
IS-LM-modellen blev udviklet af den senere Nobelpristager John Hicks i 1937 og senere udbygget af Alvin Hansen som en matematisk fremstilling af keynesiansk makroøkonomisk teori. Fra 1940'erne til midten af 1970'erne var modellen den førende ramme for makroøkonomisk analyse. I dag betragtes modellen i almindelighed som ufuldkommen og optræder stort set ikke i økonomiundervisning på mere avanceret niveau (kandidatniveau) eller i makroøkonomisk forskning, men den udgør stadig et vigtigt og pædagogisk indledende "værktøj" i de fleste makroøkonomiske lærebøger svarende til bachelorniveau på universiteterne.
Da pengepolitik siden 1980'erne og 1990'erne normalt ikke har forsøgt at styre pengemængden, hvilket var en central antagelse i den oprindelige IS-LM-model, men i stedet styrer renteniveauet direkte, har en række moderne udgaver af IS-LM-modellen ændret fortolkningen af, og i nogle tilfælde også navnet på, LM-kurven, og fremstiller den i stedet som en vandret linje, der viser centralbankens valg af renteniveau. Dette resulterer i en enklere model og menes at afspejle virkelighedens centralbankers adfærd i dag bedre.

## Historie
IS-LM-modellen blev født på en konference i Oxford i september 1936. De tre økonomer Roy Harrod, John R. Hicks og James Meade præsenterede alle oplæg, der beskrev forskellige matematiske metoder til at opsummere tankerne i John Maynard Keynes' hovedværk General Theory of Employment, Interest, and Money. Hicks, der havde set et udkast til Harrods oplæg, opfandt IS-LM-modellen, idet han dog brugte forkortelsen "LL"", ikke "LM". Han offentliggjorde den efterfølgende i en artikel i tidsskriftet Econometrica med titlen "Mr. Keynes and the Classics: A Suggested Interpretation".
Hicks og Alvin Hansen udviklede senere modellen yderligere i 1930'erne og begyndelsen af 1940'erne,:527  hvor Hansen udvidede det tidligere bidrag. Modellen blev et centralt redskab i undervisning i makroøkonomi i mange årtier. Fra 1940'erne til midten af 1970'erne var modellen det førende tankesæt til makroøkonomisk analyse. Især var den velegnet til at illustrere diskussionen i 1960'erne og 1970'erne mellem keynesianere og monetarister med hensyn til, om finanspolitik eller pengepolitik var mest effektiv til stabiliseringspolitik. Senere blev denne diskussion mindre betydningsfuld og er endt med at spille en beskeden rolle i nutidens konjunkturpolitiske diskussioner.
IS-LM-modellen antager et konstant prisniveau og kan derfor ikke bruges direkte til at analysere inflation. Dette var ligegyldigt i 1950'erne og 1960'erne, hvor inflation ikke var noget særligt problem, men blev problematisk med de stigende inflationsniveauer sidst i 1960'erne og i 1970'erne, hvilket førte til udbygninger af modellen og tankegangen til også at inkorporere økonomiens udbudsside på en eller anden måde, f.eks. i form af AD-AS-modellen, som kan betragtes som en IS-LM-model med en tilføjet udbudsside til at forklare ændringer i prisniveauet.

### Ændring i centralbankernes tankegang i 1990'erne
En af de grundlæggende antagelser i den oprindelige IS-LM-model er, at centralbankerne fører pengepolitik ved at kontrollere pengemængdens størrelse. Imidlertid fandt der en grundlæggende ændring i centralbankernes tankegang sted i begyndelsen af 1990'erne, hvor de fleste centralbanker skiftede over til at forsøge at styre inflationen i stedet for at styre væksten i pengemængden, og fastsatte de pengepolitiske renter direkte som deres vigtigste instrument til at nå deres inflationsmål.:507  Efter at centralbankerne begyndte at ofre udviklingen i pengemængden ringe opmærksomhed i deres pengepolitiske beslutninger, er IS-LM-modellen i sin traditionelle form i stigende grad blevet urealistisk og sommetider forvirrende for de studerende i undervisningen. David Romer foreslog i 2000 at erstatte IS-LM-modellen med en såkaldt IS-MP-model, hvor LM-kurvens positive hældning blev erstattet af en vandret MP-kurve (hvor "MP" stod for monetary policy, altså pengepolitik). Han argumenterede for, at denne model ville have en række fordele i forhold til den traditionelle IS-LM-model. Den fremtrædende økonom John B. Taylor fremlagde uafhængigt af Romer en lignende anbefaling i samme år. Efter 2000 har dette ført til forskellige ændringer af modellen i mange lærebøger, hvor den traditionelle LM-kurve og historiefortælling om en centralbank, der indirekte påvirker renten ved at kontrollere udbuddet af penge på pengemarkedet, er blevet udskiftet med en mere realistisk fortælling om, at centralbanken bestemmer den pengepolitiske rente direkte som en eksogen økonomisk-politisk variabel.:113 
I dag spiller IS-LM-modellen ingen rolle i makroøkonomisk forskning, men den optræder stadig som et indledende redskab til forståelse af økonomisk tankegang i mange makroøkonomiske lærebøger.
Mange betragter modellen som en glimrende pædagogisk måde at anskueliggøre nogle vigtige økonomiske sammenhænge på en relativt simpel facon. Nobelpristageren Paul Krugman, der i mange år har været en ivrig formidler og deltager i den offentlige debat om økonomisk politik, har således ofte brugt IS-LM-modellen til at forklare sit syn på den økonomiske udvikling og sine anbefalinger til, hvad man bør gøre ved den.

## Den oprindelige IS-LM-model
IS og LM er forkortelser for henholdsvis investment = saving og liquidity preference = money supply, som er engelske betegnelser for efterspørgslen og udbuddet på henholdsvis kapital- og pengemarkedet.
IS-kurven, der er omtrent uændret i både traditionelle og mere moderne udgaver af IS-LM-modellen, viser de mange forskellige kombinationer af rente- og BNP-niveauer, der kan skabe ligevægt på varemarkedet. Ligningen for IS-kurven kan f.eks. udtrykkes som Y = C + I + G + NX, hvor Y står for produktionen/BNP, C repræsenterer det private forbrug, I repræsenterer investeringerne og G det offentlige forbrug. Er der tale om en åben økonomi, vil der desuden være et led NX, der repræsenterer nettoeksporten, dvs. landets eksport minus dets import. Nettoeksporten kan være både positiv og negativ.
IS-kurven har en negativ hældning i modellens diagram, fordi en stigning i renten vil påvirke investeringerne og dermed BNP negativt. Samtidig vil det lavere aktivitetsniveau i investeringserhvervene formindske den disponible indkomst, og det vil igen føre til et fald i det private forbrug, der forstærker nedgangen i BNP. IS-kurven kan udledes ud fra den simplere keynesianske økonomiske model det keynesianske kryds, der opererer med konstante (eksogene) investeringer og dermed ikke kan illustrere virkningen af renteændringer.
LM-kurven skal i den oprindelige IS-LM-tankegang opfattes som de mange forskellige kombinationer af rente- og BNP-niveauer, der kan skabe ligevægt på pengemarkedet. Ligningen for LM-kurven kan f.eks. udtrykkes som M/P = L(Y,r), hvor M angiver den nominelle pengemængde og P det generelle prisniveau i økonomien. M/P angiver dermed den reale pengemængde, dvs. den mængde varer, man kan købe for den samlede nominelle pengemængde i omløb. M/P udtrykker dermed også det samlede (reale) pengeudbud. På højresiden af lighedstegnet optræder den samlede pengeefterspørgsel, der udtrykkes ved hjælp af funktionen L (L er en forkortelse for det engelske liquidity, der ofte bruges som et synonym for penge i sådanne udtryk). Efterspørgslen efter penge antages at afhænge negativt af renteniveauet r og positivt af indkomsten Y.
LM-kurven har her en positiv hældning, fordi en stigning i indkomsten alt andet lige kræver en medfølgende stigning i renteniveauet for at bibeholde ligevægten mellem udbud og efterspørgsel på pengemarkedet (for et givet realt pengeudbud). Stigende indkomst medfører i denne tankegang i sig selv, at folk vil efterspørge flere penge. I en situation, hvor udbuddet ikke er ændret, vil efterspørgselsstigningen blive neutraliseret af en endogent bestemt højere markedsrente; en rentestigning betyder nemlig, at alternativomkostningen ved at have rede penge i stedet for at have sin formue i rentebærende værdipapirer (f.eks. obligationer) bliver større, og det reducerer isoleret set pengeefterspørgslen og modvirker dermed stigningen fra den større realindkomst.

## IS-LM-modellen med centralbanker, der styrer renten
Den kendsgerning, at nutidens centralbanker normalt ikke forsøger at styre pengemængden som antaget i den oprindelige IS-LM-model, men i stedet fører pengepolitik ved at fastsætte de pengepolitiske renter direkte, har siden 2000 ført til stigende kritik af den traditionelle model for at virke gammeldags og forvirrende for de studerende, der er blevet undervist i modellen. I nogle lærebøger er den traditionelle LM-kurve, der udtrykkelig er udledt af en historie om en pengemarkedsligevægt, blevet erstattet af en LM-kurve, der ganske enkelt viser renten som fastsat af centralbanken. Dette har således været tilfældet i Olivier Blanchards meget udbredte lærebog "Macroeconomics" siden dennes 7. udgave i 2017.
I dette tilfælde bliver LM-kurven vandret ved det renteniveau, som centralbanken vælger, hvilket medfører en enklere dynamik i modellen. Desuden kan renteniveauet, der måles langs den lodrette akse i diagrammet, fortolkes som enten den nominelle rente eller realrenten. I det sidste tilfælde giver fortolkningen mulighed for, at inflation kan behandles i modellen på en enkel måde. Output (økonomiens produktion eller værditilvækst) bestemmes stadig af skæringspunktet mellem IS- og LM-kurverne. LM-kurven kan skifte position som følge af ændringer i pengepolitikken eller eventuelt et skifte i inflationsforventninger blandt økonomiens aktører. IS-kurven kan som i den oprindelige IS-LM-model skifte position enten som følge af en ændring af finanspolitikken (offentlige udgifter eller beskatning) eller som følge af stød, der påvirker det private forbrug, investeringerne eller (i en åben økonomi) nettoeksporten. Desuden skelner modellen mellem de pengepolitiske renter, som centralbankerne bestemmer direkte, og markedsrenterne, som er afgørende for virksomhedernes investeringer, og som er lig med den pengepolitiske rente plus et tillæg, som kan fortolkes som en risikopræmie eller et udtryk for forretningsbankernes markedsmagt eller andre faktorer, som påvirker deres forretningsstrategier. Dette tillæg, som selv er en eksogen variabel, er en måde, hvorpå stød til de finansielle markeder kan påvirke varemarkederne og i sidste ende den aggregerede efterspørgsel og dermed beskæftigelse og BNP.:195-201 
Tilsvarende modeller, ofte under lidt anderledes navne, er indholdet i lærebøger af Charles Jones og af Wendy Carlin og David Soskice og det internationale CORE Econ-lærebogsprojekt. Tilsvarende har Akira Weerapana og Stephen Williamson udgivet undervisningsmateriale, hvor LM-kurven er blevet erstattet af en pengepolitisk realrenteregel.

## Sammenhæng med større modeller
IS-LM-modellen bruges på egen hånd til at undersøge en situation på kort sigt, hvor priserne er konstante eller i hvert fald bevæger sig trægt, og inflation ikke er en relevant problemstilling. Derudover bruges modellen ofte som en delmodel af større modeller, hvor prisniveauet ændrer sig over tid. Inddragelsen af udbudssiden (produktionssiden) i økonomien giver den resulterende model mulighed for at kunne bruges af både kortsigtede og mellemlangsigtede analyser, eller for at bruge en anden terminologi: keynesiansk og klassisk analyse.
Et eksempel på dette er AD-AS-modellen, hvor bogstaverne står for aggregate demand og aggregate supply (aggregeret efterspørgsel og aggregeret udbud). AD-AS-modellen kan således ses som en videreudvikling eller generalisering af IS-LM-modellen, hvor sidstnævnte bestemmer, hvordan forholdene på økonomiens efterspørgselsside bestemmes, mens AD-AS-modellen derudover også demonstrerer, hvordan forhold på økonomien udbudsside (dvs. produktionssiden, herunder beskæftigelsen, der afgøres på arbejdsmarkedet) kan påvirke den samlede økonomiske tilstand. Desuden kan man i AD-AS-modellen vise, hvordan økonomien udvikler sig på lidt længere sigt, hvor prisniveauet er fleksibelt.:315-317 

### AD-AS-lignende modeller med inflation i stedet for prisniveau
I mange moderne lærebøger er det traditionelle AD-AS-diagram erstattet af en udgave, hvor variablene i diagrammet ikke er output og prisniveauet, men i stedet output og inflationen (dvs. ændringen i prisniveauet). I dette tilfælde er relationen, der svarer til AS-kurven, normalt udledt af en Phillipskurve-sammenhæng mellem inflationen og ledighedsgabet (forskellen mellem den faktiske og den strukturelle inflation). Eftersom både politikere og økonomer normalt opfatter inflationsniveaut som vigtigere end det konkrete aktuelle prisniveau, er en sådan modellering mere relevant. Denne mere moderne udgave benævnes af nogle en dynamisk AD-AS-model, men optræder også under andre navne. Olivier Blanchard bruger i sin lærebog udtrykket IS-LM-PC-model, hvor "PC" står for Phillipskurven (Phillips Curve på engelsk). Andre lærebogsforfattere, blandt andet Carlin og Soskice, kalder tankegangen for "den nykeynesianske treligningsmodel", hvor de tre ligninger er en IS-relation, ofte udvidet med et led, der tillader forbrugernes og virksomhedernes forventninger at påvirke efterspørgslen, en pengepolitisk (rente-)regel og en Phillipskurve.